# Corinne Rey-Bellet
Corinne Rey-Bellet (* 2. August 1972 in Les Crosets, Gemeinde Val-d’Illiez; † 30. April 2006 ebenda) war eine Schweizer Skirennfahrerin. Insgesamt gewann sie fünf Weltcuprennen. Ihren grössten Erfolg feierte sie bei den Weltmeisterschaften 2003 in St. Moritz, als sie in der Abfahrt Zweite wurde. Neben der Abfahrt war sie auch auf die Disziplinen Super-G und Riesenslalom spezialisiert. Drei Jahre nach ihrem Rücktritt kam Rey-Bellet durch ein Gewaltverbrechen ums Leben.

## Biografie

### Das «ewige Talent»
Nach dem Abschluss der Handelsschule konzentrierte sich Rey-Bellet ganz auf den Skisport. Das Mitglied des Skiclubs Val-d’Illiez startete im Alter von nur 17 Jahren erstmals im Skiweltcup. Allerdings sollte sich dies als noch zu früh erweisen, denn sie konnte in den Saisons 1989/90 und 1990/91 selbst in ihrer Lieblingsdisziplin Riesenslalom nie ein zufriedenstellendes Resultat erreichen und sich daher auch nicht für die Weltmeisterschaften 1991 qualifizieren.
Im Januar 1992 gewann Rey-Bellet erstmals Weltcuppunkte, als sie im Riesenslalom von Hinterstoder den 20. Platz erreichte. Sie qualifizierte sich für die Olympischen Winterspiele 1992 und fuhr dort im Riesenslalom auf Platz 17. Am 21. März 1992 sorgte sie für grosses Aufsehen, als sie mit dem dritten Platz im Riesenslalom von Crans-Montana, dem letzten Rennen der Saison, erstmals einen Podestplatz erreichte. In den zwei nachfolgenden Jahren konnte sie dieses Resultat nie annähernd bestätigen. Rey-Bellet galt manchen bereits als «ewiges Talent». Im Winter 1994/95 kam sie deshalb hauptsächlich im Europacup und bei FIS-Rennen zum Einsatz. Als versöhnlicher Abschluss dieser Saison erwies sich der Gewinn der Riesenslalomwertung des Europacups und der erste Schweizer Meistertitel im Riesenslalom (dies in ihrem Heimatdorf Les Crosets).
In der Saison 1995/96 waren Rey-Bellets Leistungen ebenfalls nicht besonders gut; ihre besten Resultate erzielte sie bei den Weltmeisterschaften 1996 in der Sierra Nevada mit zwei zehnten Plätzen. Während des Sommertrainings in Australien erlitt Rey-Bellet einen Kreuzbandriss, so dass sie während der gesamten Saison 1996/97 aussetzen musste. Mit zwei Weltcup-Platzierungen unter den ersten zehn konnte sie deshalb 1998 sehr zufrieden sein. Die Olympischen Winterspiele 1998 in Nagano verliefen hingegen enttäuschend (Plätze 30 und 31).

### Durchbruch
Der Durchbruch an die Weltspitze gelang Rey-Bellet in der Saison 1998/99. Beeindruckend war ihre Leistung am 16. Januar 1999, als sie in St. Anton am Arlberg innerhalb von nur drei Stunden zuerst die Abfahrt und anschliessend den Super-G gewann. So etwas war vor ihr noch niemandem gelungen und bleibt auch bis heute unerreicht. Bei den Weltmeisterschaften 1999 blieb sie mit den Plätzen sechs (Riesenslalom) und acht (Kombination) etwas hinter den gestiegenen Erwartungen zurück.
2000, 2001 und 2002 gewann Rey-Bellet jeweils ein Weltcuprennen und erreichte zahlreiche Podestplätze. Bei den Weltmeisterschaften 2001 in St. Anton am Arlberg verpasste sie mit zwei vierten Plätzen die Medaillen knapp. Auch bei den Olympischen Winterspielen 2002 in Salt Lake City liess ein Gewinn einer Medaille weiterhin auf sich warten, bestes Resultat war der fünfte Platz in der Abfahrt.
Im Winter 2002/03, ihrer letzten Saison, gewann Rey-Bellet zwar kein Weltcuprennen mehr, konnte aber dennoch den grössten Erfolg ihrer Karriere feiern: Bei den Weltmeisterschaften 2003 in St. Moritz wurde sie in der Abfahrt hinter der eher überraschenden Mélanie Turgeon und zeitgleich mit Alexandra Meissnitzer Vizeweltmeisterin. Ihr letztes Weltcuprennen bestritt sie am 13. März 2003 in Lillehammer, wo sie Neunte im Super-G wurde.

### Nach Karriereende
Corinne Rey-Bellet heiratete 2002 Gerold Stadler, einen Angestellten der Bank Credit Suisse, und zog nach Abtwil um. 2003 wurde sie Mutter eines Sohnes. Sie beschäftigte sich vermehrt mit ihrem Hobby Reiten und nahm an regionalen Dressurwettbewerben teil. Sie begann eine Ausbildung zur Physiotherapeutin.

### Gewaltsamer Tod
Am Abend des 30. April 2006 wurde Rey-Bellet in ihrem Elternhaus in Les Crosets mutmasslich durch ihren Ehemann mit einer Armeewaffe erschossen, auch ihr zwei Jahre jüngerer Bruder Alain kam ums Leben. Ihre Mutter wurde lebensgefährlich verletzt. Rey-Bellets Sohn, der zum Zeitpunkt des Amoklaufes im Obergeschoss war, blieb unverletzt. Ebenfalls überlebte Rey-Bellets Vater das Attentat, da er sich kurz vorher aus dem Haus begeben hatte. Corinne Rey-Bellet war zum Todeszeitpunkt im dritten Monat schwanger. Die Behörden gehen von einem Beziehungsdelikt aus: Rey-Bellet und ihr Mann hatten sich Tage zuvor getrennt. Wenige Tage nach der Tat wurde ihr Ehemann und mutmasslicher Mörder nach seinem Suizid tot aufgefunden.

## Sportliche Erfolge

### Olympische Spiele
- Albertville 1992: 17. Riesenslalom
- Nagano 1998: 30. Abfahrt, 31. Super-G
- Salt Lake City 2002: 5. Abfahrt, 9. Super-G, 13. Riesenslalom

### Weltmeisterschaften
- Morioka 1993: 14. Riesenslalom, 40. Super-G
- Sierra Nevada 1996: 10. Abfahrt, 10. Super-G
- Vail/Beaver Creek 1999: 6. Riesenslalom, 8. Super-G, 8. Kombination, 17. Abfahrt
- St. Anton 2001: 4. Abfahrt, 4. Kombination, 6. Super-G
- St. Moritz 2003: 2. Abfahrt, 7. Super-G

### Weltcupwertungen
- Saison 1998/99: 10. Gesamtwertung, 7. Super-G, 9. Abfahrt
- Saison 1999/00: 4. Abfahrt
- Saison 2000/01: 8. Gesamtwertung, 5. Riesenslalom, 7. Super-G, 8. Abfahrt
- Saison 2001/02: 7. Gesamtwertung, 3. Abfahrt
- Saison 2002/03: 5. Abfahrt

### Weltcupsiege
Corinne Rey-Bellet hat fünf Weltcuprennen gewonnen:
| Datum           | Ort                  | Disziplin |
| --------------- | -------------------- | --------- |
| 16. Januar 1999 | St. Anton am Arlberg | Super-G   |
| 16. Januar 1999 | St. Anton am Arlberg | Abfahrt   |
| 15. Januar 2000 | Zauchensee           | Abfahrt   |
| 9. März 2001    | Åre                  | Super-G   |
| 2. März 2002    | Lenzerheide          | Abfahrt   |

Daneben erreichte sie zehnmal einen Podestplatz (7 × Abfahrt, 1 × Super-G, 2 × Riesenslalom) und 50 weitere Platzierungen unter den besten zehn (16 × Abfahrt, 16 × Super-G, 18 × Riesenslalom).

### Europacup
- Saison 1991/92: 7. Gesamtwertung, 4. Riesenslalomwertung, 7. Super-G-Wertung
- Saison 1993/94: 9. Riesenslalomwertung
- Saison 1994/95: 8. Gesamtwertung, 1. Riesenslalomwertung

### Juniorenweltmeisterschaften
- Aleyska 1989: 17. Abfahrt, 21. Super-G, 23. Slalom
- Zinal 1990: 4. Abfahrt, 4. Super-G, 10. Slalom
- Geilo/Hemsedal 1991: 6. Riesenslalom, 8. Kombination, 17. Slalom, 22. Abfahrt

### Schweizer Meisterschaften
Rey-Bellet wurde siebenfache Schweizer Meisterin:
- 1995: 1. Riesenslalom, 2. Abfahrt
- 1996: 1. Abfahrt, 1. Kombination
- 1998: 1. Super-G
- 2000: 1. Abfahrt
- 2001: 1. Abfahrt, 1. Super-G, 2. Riesenslalom
- 2002: 3. Riesenslalom
- 2003: 3. Abfahrt

## Quelle
- Internationales Sportarchiv, Ausgabe 43/2001 (Munzinger-Archiv)